# 須田博行
須田 博行（すだ ひろゆき、1958年（昭和33年）6月17日 - ）は、日本の政治家。福島県伊達市長（2期）。

## 来歴
福島県伊達市出身。福島県立福島高等学校卒業。1981年（昭和56年）3月、宇都宮大学農学部卒業。同年4月、福島県庁に入庁。県北農林事務所長などを務めた。
2018年（平成30年）1月28日執行の市長選挙に立候補。現職の仁志田昇司、元市議の高橋一由、元県議の遠藤保二、元市議の橘典雄ら4人の候補者を下し、初当選を果たした。投票率は54.12％。2月12日、市長就任。
2022年（令和4年）1月30日の市長選挙で元福島市長の小林香を破り再選。